# Urbano Noris
Urbano Noris es uno de los 14 municipios de la provincia de Holguín creado en 1976 cuando se realizó la división político administrativa que rige actualmente en Cuba. Hasta entonces varios barrios se agrupaban como municipio de San Germán y varios municipios pertenecían a la Región de Holguín. 
Varias regiones conformaban la provincia Oriente con su capital Santiago de Cuba. El municipio, su actual localidad cabecera, se continúa nombrando San Germán.

## Historia
En los primeros siglos de la colonia el territorio fue poblado por campesinos y terratenientes principalmente criollos, lo que condujo al surgimiento de una serie de tradiciones que ayudarían en la formación de la nacionalidad cubana.

### Período colonial
Este período se caracterizó en la zona por las luchas contra el dominio colonial español.

#### Guerra de los Diez Años
En esta guerra los mambises recibieron el apoyo de los vecinos de la zona, el territorio quedó enmarcado en la brigada oriental de Holguín, realizándose en la zona diversas acciones de importancia, combatieron en esta región ente otros Máximo Gómez, Antonio Maceo y Calixto García.

#### Guerra del 95
En la guerra de 1895 vuelven a brindar su apoyo los vecinos de la zona a los revolucionarios. Operó aquí el Segundo Cuerpo del Departamento Oriental. Calixto García libró una importante serie de batallas al norte de la zona entre finales de enero y principio de febrero de 1898.

### Período Republicano
En este período se produjeron diversos cambios en la zona, primeramente el paso del ferrocarril, la explotación de la madera, y más importante aún el desarrollo de la industria azucarera, cuando se crea en 1917 un central por la compañía Canarias S.A., nombrado en 1922 como San Germán al cambiar de propietarios, el mayor central del país.
En esta etapa también comenzaron las luchas obreras en la zona debido a la explotación de la que eran víctimas los habitantes de la región. Se practicaron en la zona también los desalojos campesinos.

#### Lucha contra Batista
Los habitantes de Urbano Noris se oponen desde el inicio al golpe de Estado del 10 de marzo de 1952, perpetrado por Fulgencio Batista. En este territorio se realizaron diversas acciones por el Ejército Rebelde. El poblado fue liberado a finales de diciembre de 1958 por los rebeldes.

## Período Revolucionario
Luego de la Revolución de 1959 se produjeron diversos cambios en la zona. El central fue expropiado por el Estado y su nombre pasó a ser "Urbano Noris", quien fue un líder obrero asesinado en los días finales de la dictadura de Fulgencio Batista.
La calidad de vida en el sector más pobre se vio mejorada en cuanto a la creación de escuelas públicas, mejoras en el acceso a la atención médica, eliminación de los abusos y crímenes que era habitual en el derrocado régimen.
Sucedió una emigración abundante hacia el exterior fundamentalmente por ciudadanos de la media, como empleados de las industrias.[cita requerida] Se construyeron escuelas de diferentes niveles, un poclínico, culturales y deportivas.[cita requerida]
La atención médica, la educación, el deporte y la cultura, que ya existían gratuitamente, se vieron ampliadas .[cita requerida] Se creó un museo municipal, una biblioteca, se ampliaron las capacidades del hospital  a 10 camas más la atención a maternidad, cuenta con una emisora comunitaria (Radio SG "La voz del azúcar" fundada el 10 de octubre de 2004) más de 78 centros de educación y 21 instalaciones deportivas públicas.[cita requerida]
El acueducto se construyó en la década del 2010.

## Geografía
Es un territorio llano en su mayoría, baja red hidrográfica y el clima es tropical húmedo.
- Altitud: 92 metros.
- Latitud: 20°35′57″ N
- Longitud: 76°7′57″ O

Límites:
- Norte: municipios Cacocum y Báguano.
- Este: municipio Cueto y provincia Santiago de Cuba.
- Sur: provincias Santiago de Cuba y Granma.
- Oeste: municipio Cacocum.